# پیج پیترسون (هنرپیشه زن)
پیج پیترسون (انگلیسی: Paige Peterson؛ زادهٔ ۲ مهٔ ۱۹۸۰) یک هنرپیشه اهل ایالات متحده آمریکا است. وی از سال ۱۹۹۶ میلادی تاکنون مشغول فعالیت بوده‌است.